# Жуков Вадим Андрійович
Вади́м Андрі́йович Жу́ков (1993—2023) — український військовослужбовець, головний сержант Національної гвардії України, учасник російсько-української війни, що відзначився і загинув у ході російського вторгнення в Україну. Герой України (2024, посмертно).

## Життєпис
Народився у Криму. У дитинстві разом із батьками переїхав до м. Дніпра. Протягом 2004—2010 рр. навчався в ліцеї № 134 міста Дніпра.
У 2012—2013 рр. проходив строкову військову службу у криворізькій бригаді внутрішніх військ МВС України, до цієї ж частини, що вже мала назву 21-ї окремої бригади охорони громадського порядку Національної гвардії України, був призваний за мобілізацією у серпні 2014. Демобілізований у серпні 2015-го, ще за рік, восени 2016-го, прийнятий на військову службу за контрактом до дислокованого у Дніпрі 16-го полку охорони громадського порядку НГУ (нині — 31-а бригада ОГП НГУ імені генерал-майора О. Радієвського).
Брав участь у АТО на сході України. Обіймав посади старшого кулеметника  БТР, навідника, командира відділення, головного сержанта взводу, восени 2021 року призначений головним сержантом роти.
Повномасштабне вторгнення зустрів у лавах батальйону оперативного призначення 31-ї бригади НГУ. Брав участь у визволенні Харківщини, а після ротації отримав бойове розпорядження з оборони Кремінної.
З лютого 2023 року з бійцями утримував фронт, в окопах відбиваючи найжорстокіші наступи ворога. 25 лютого дістав мінно-вибухову травму, але відмовився від евакуації. За два тижні знищив ворожий танк Т-80, який регулярно виїжджав на відстань близько 100 метрів та обстрілював позиції відділення. Вадим власноруч обладнав іншу позицію і залишився там, сам успішно підбивши танк, таким чином зберіг життя особового складу.
10 квітня 2023 вночі сили противника намагалися прорвати позиції нацгвардійців біля м. Кремінна та підійшли впритул. Жуков, ризикуючи життям, кинув у групу росіян гранату, та змусив їх відступити. Зранку противник почав бити артилерією по позиціях бійців, де був Жуков. Від осколкових поранень він загинув. 

## Вшанування пам'яті
У м. Дніпро на фасаді ліцею № 134 у листопаді 2023 року відкрито меморіальну дошку на честь Вадима Жукова.
У 2024 році розпорядженням голови Дніпропетровської облдержадміністрації на честь Вадима Жукова перейменовано вулицю Бєляєва у м. Дніпро.

## Нагороди
- Звання Герой України з удостоєнням ордена «Золота Зірка» (24 лютого 2024, посмертно) — за особисту мужність і героїзм, виявлені у захисті державного суверенітету та територіальної цілісності України, самовіддане служіння Українському народові[5]. Нагороду вручив родині загиблого президент України Володимир Зеленський 13 березня 2024 року, в День українського добровольця[6].